# 郭生
郭生（？—436年），十六国时期北燕大臣。
郭生在北燕天王冯弘属下为尚书令。冯弘后期，北魏常来进攻。北燕无力抵抗，冯弘请高句丽出兵接应，准备举国都龙城（今辽宁省朝阳市）百姓东迁。郭生因为百姓不愿迁徙他乡，于是开启城门迎接城外的魏军，魏军却以为北燕故意诱敌深入，不敢入城。郭生率兵进攻冯弘。冯弘开启东门迎接高句丽兵入城，与郭生叛军在宫前会战，郭生中流矢死。